# Verwaltungsgebäude der Nord/LB (Hannover)
Das Verwaltungsgebäude der Nord/LB ist ein Bürogebäude in Hannover, das 1998–2002 für die Nord/LB am Aegidientorplatz errichtet wurde und dieser seit der Eröffnung im Juni 2002 als Hauptsitz in Hannover dient. Das Gebäude wurde von dem Architekturbüro Behnisch, Behnisch & Partner entworfen.

## Lage im städtischen Umfeld

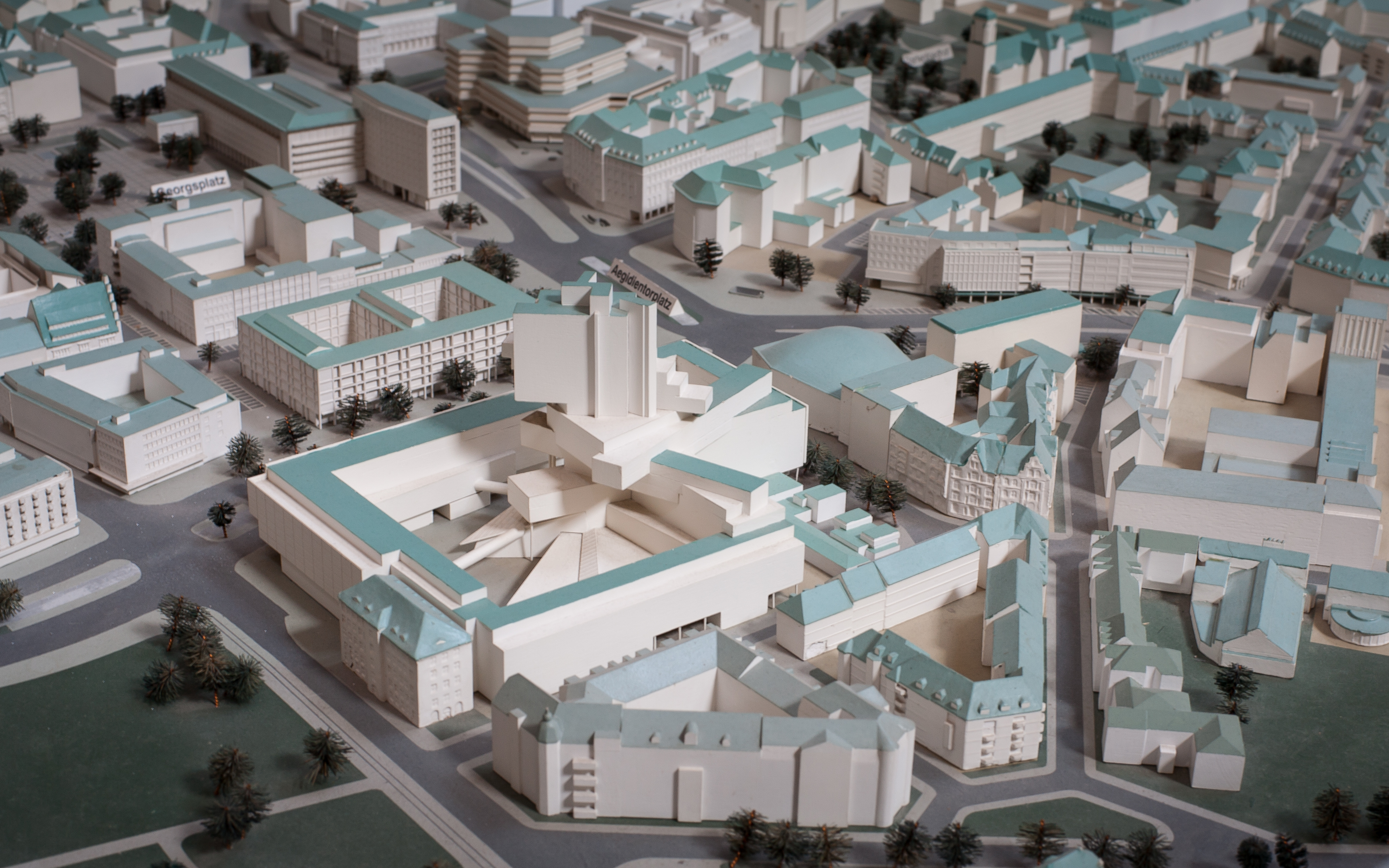
Lage zwischen Innenstadt und Wohngebieten der Südstadt (veranschaulicht am Stadtmodell)

Das Bankgebäude steht auf einem rechteckigen Grundstück am Aegidientorplatz (Aegi), gelegen am Übergang zwischen der Innenstadt und den Wohngebieten der Südstadt.:54–56 Direkter Nachbar im Osten ist das Theater am Aegi, im Westen grenzt das Gebäude an den Maschpark und das Neue Rathaus. Der blockförmige Baukörper wurde von seiner Höhe her an die Umgebung angepasst: Zum nördlich verlaufenden Friedrichswall und zum Aegi umfasst der Häuserblock sechs Stockwerke, zu den Wohnhäusern an der südlichen Bleichenstraße nur vier Stockwerke mit einem zurückversetzten Dachgeschoss. An der südwestlichen Ecke wurde ein ehemaliges Verwaltungsgebäude von Siemens integriert, an der Südost-Ecke befindet sich ein Umspannwerk.

## Architektur
Das Gebäude wurde als Stahlbetonskelett ausgeführt, das rundum mit Glasfassaden verkleidet ist.:57–59 Durch Material und Form hebt sich das Gebäude deutlich von seiner Umgebung ab. Inzwischen befindet sich mit dem sogenannten Torhaus am Aegi von Storch Ehlers Partner auf der Ostseite des Aegidientorplatzes noch ein anderes Glas-Stahl-Gebäude in unmittelbarer Nähe.

### Häuserblock

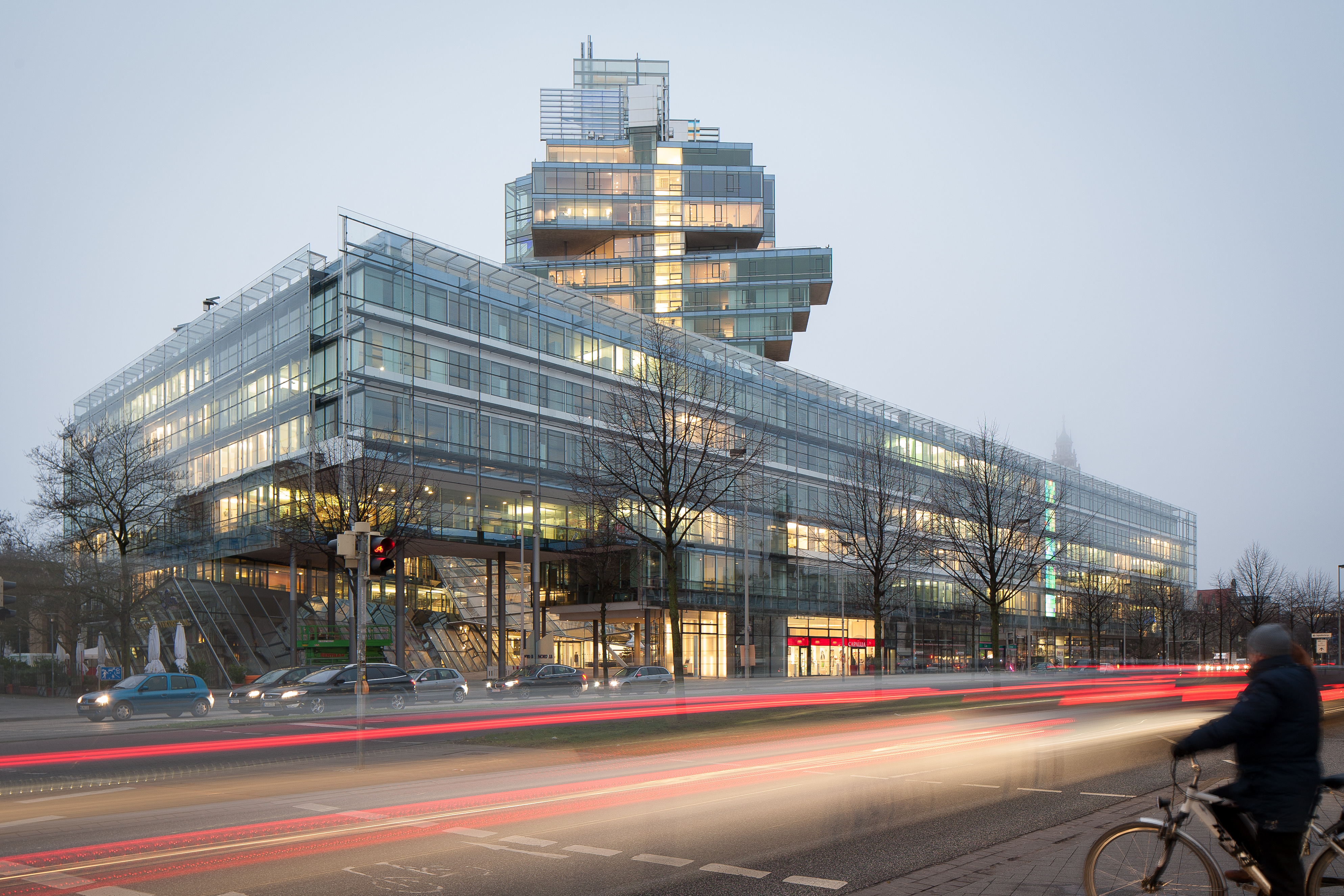
Blockförmige Erscheinung zum Aegidientorplatz

Im unteren Teil besteht das Gebäude aus einer rechtwinkligen Blockrandbebauung mit den Abmessungen von 150 m auf 100 m.:71 An der zum Friedrichswall gewandten Seite wird das Erdgeschoss in seiner gesamten Länge von Restaurants und Läden genutzt. An der Willy-Brandt-Allee im Westen schloss sich die Kunstgalerie der Nord/LB bis Mitte 2017 an, die NORD/LB art gallery, danach als Bürofläche genutzt. Die darüberliegenden Büros befinden sich an diesen beiden Seiten und zum Theater am Aegi hinter einer Doppelfassade. Installiert wurde diese aus klimatechnischen Gründen und um die Bankangestellten vor Schall zu schützen.:57–59 Das für die Fassaden genutzte Weißglas spiegelt stark und zeigt dem Betrachter so die umgebende Bebauung und den Himmel. Die nach innen gewandten Fassaden sind hingegen nur einfach verglast, ebenso die zu den Wohnhäusern gelegene Gebäudeseite an der Bleichenstraße. Im Innenbereich werden die verschiedenen Gebäudeteile durch gläserne Röhren verbunden („Skywalks“).:62, 63 (Bildunterschriften) Das Umspannwerk im Südosten bestand bereits vor dem Bau und musste erhalten bleiben.:155 Um die Anlage optisch interessanter zu gestalten, erhielt es zum Teil eine Holzverkleidung und eine Lichtwand.:62–67 Neben dem Umspannwerk befinden sich die Gästevorfahrt und der Eingang zur Tiefgarage mit 500 Parkplätzen.:72

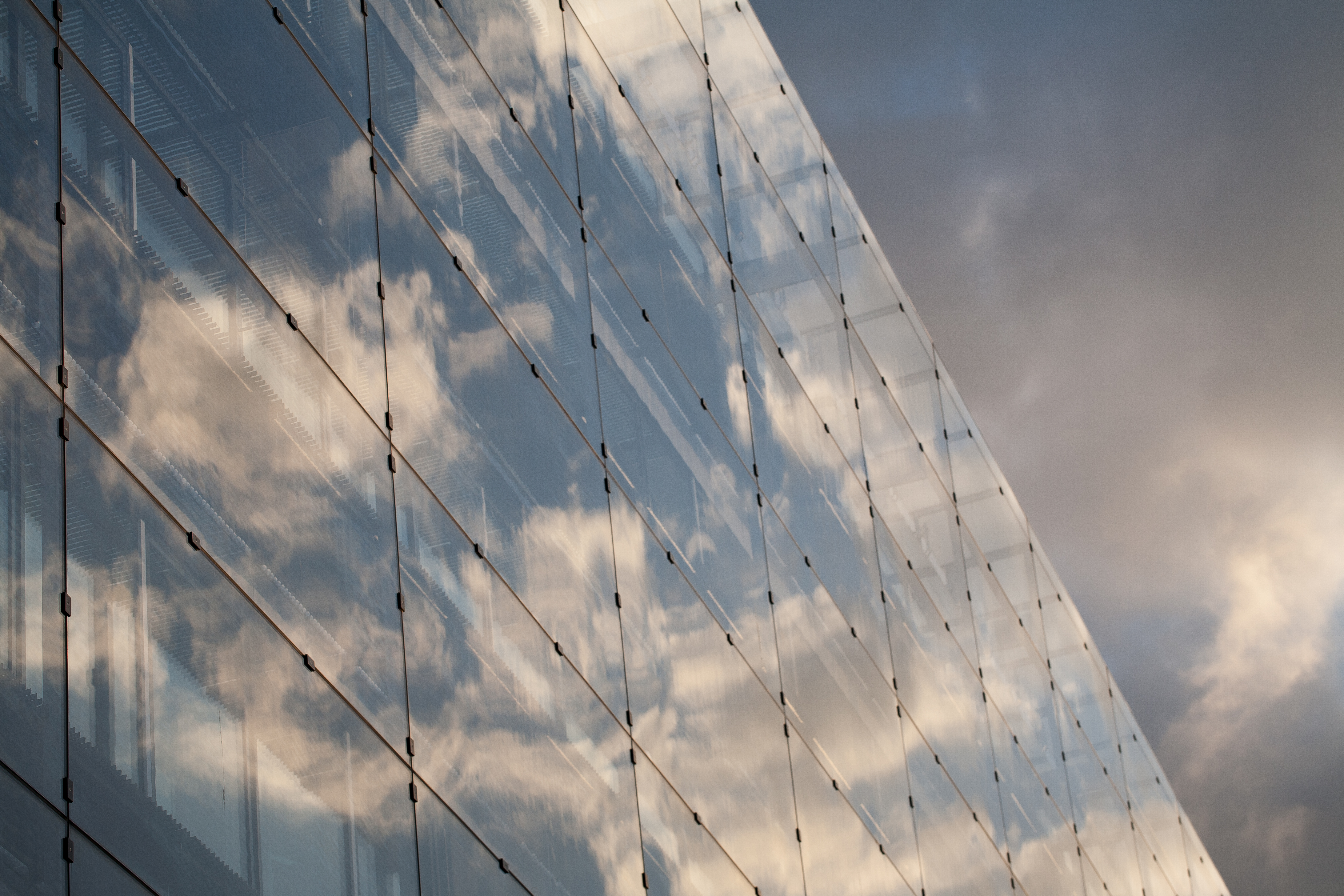
Stark spiegelnde Doppelglasfassade
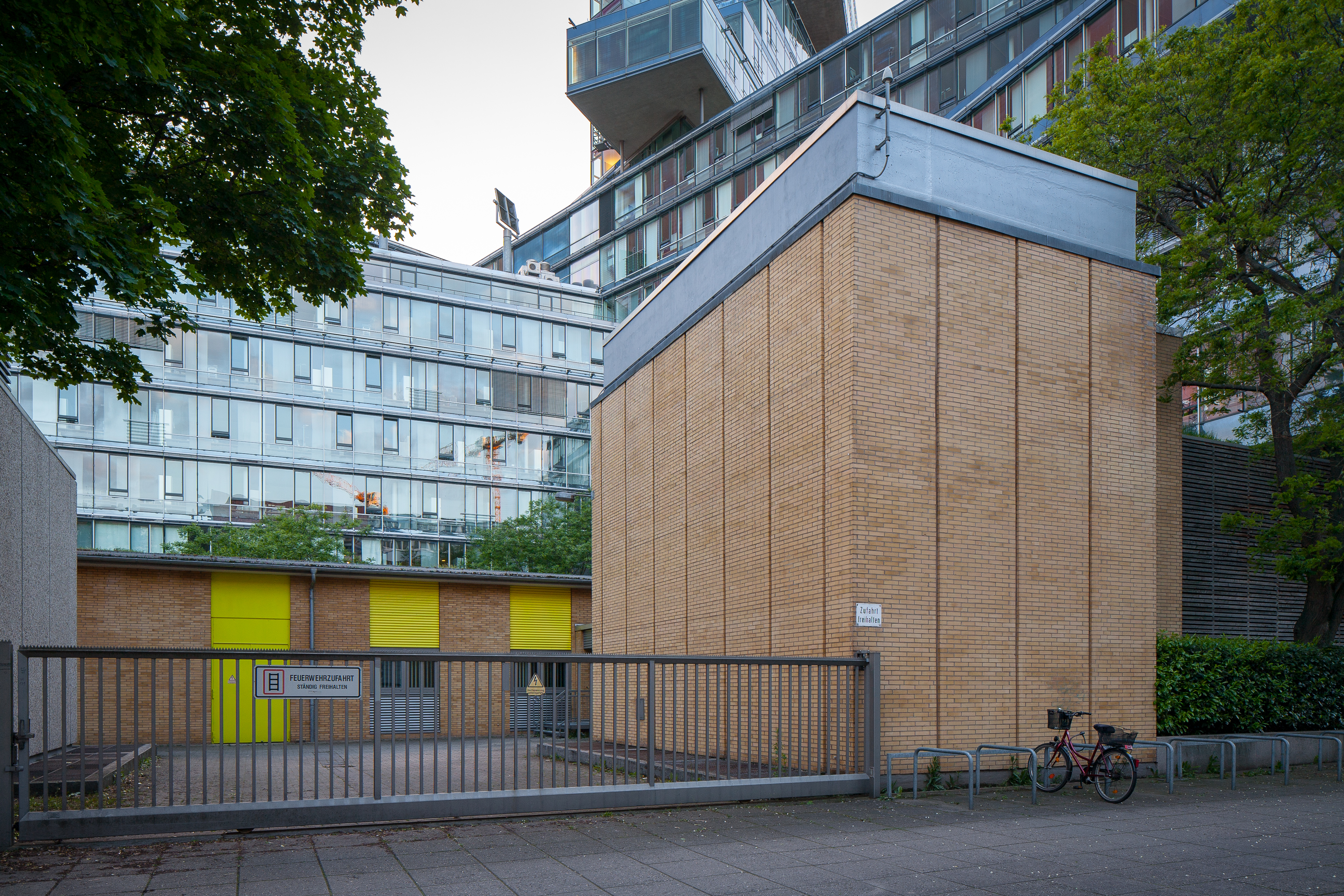
Umspannwerk an der Südost-Ecke (Lage)
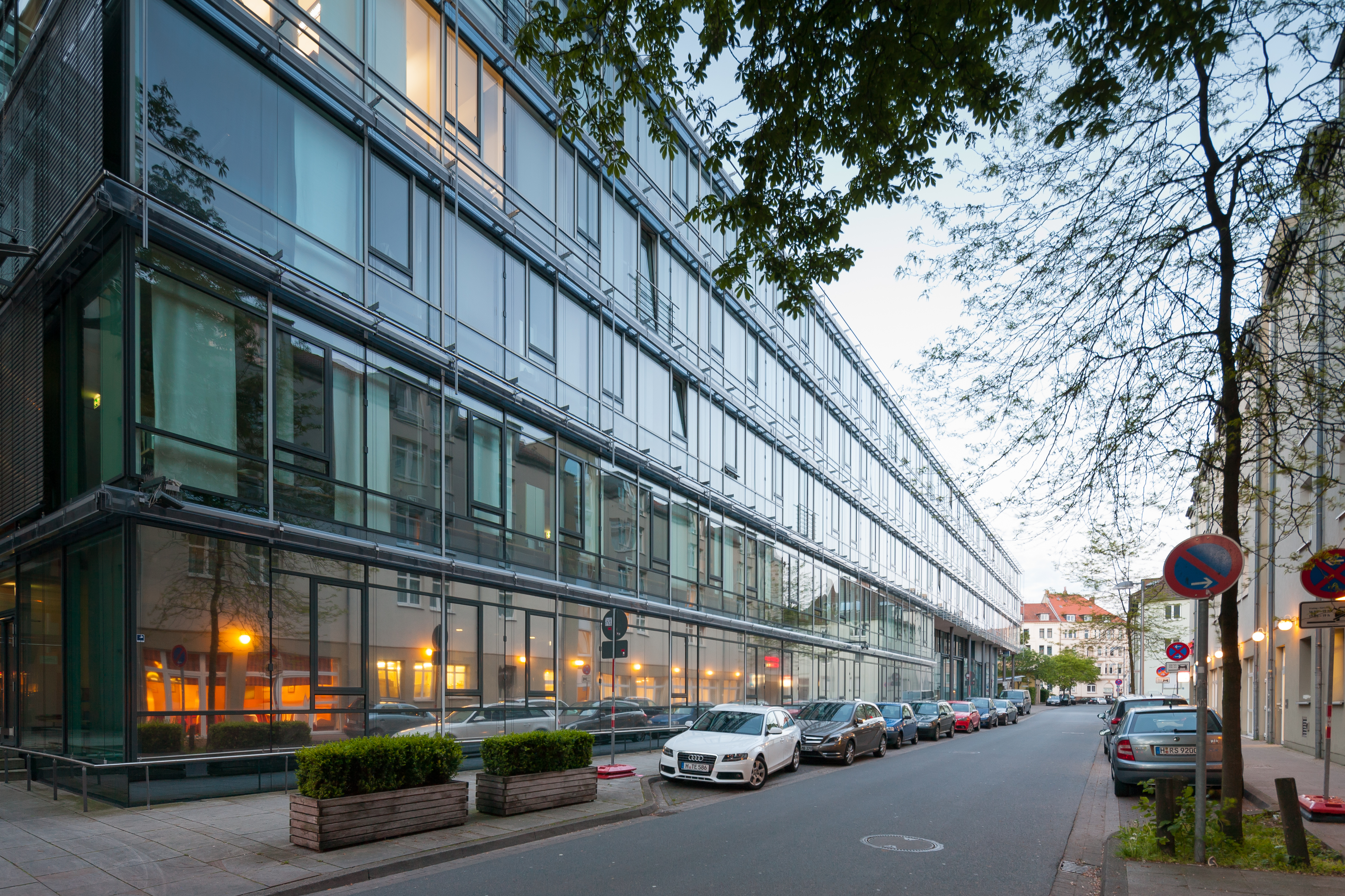
Reduzierte Höhe des Blockrandes zur Bleichenstraße

### Hochhaus

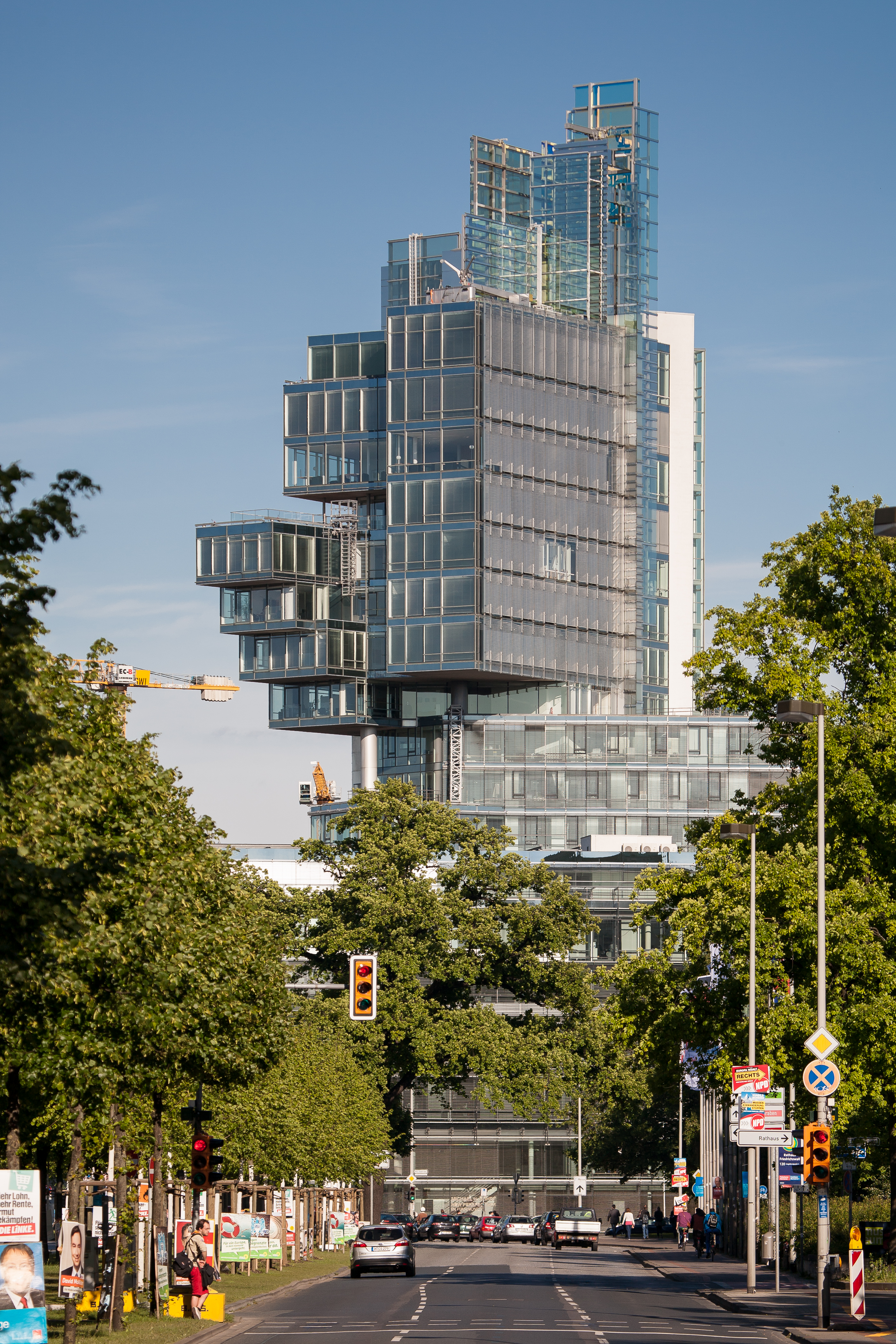
Mit der Entfernung zunehmende Wirkung des Turmes (Distanz zur Kamera ca. 500 m)

Aus der Mitte der Blockbebauung erhebt sich ein 18-stöckiger Turm von gut 80 m Höhe.:54–56 Die Spitze des Turmes besteht aus einer gut 20 m hohen Stahl-Glas-Konstruktion, die das Bauwerk optisch überhöht.:159 Das Hochhaus ist so gestaltet worden, dass es eine große Fernwirkung besitzt: Aus der Nähe nimmt man den Turm kaum wahr, aber mit zunehmender Entfernung erscheint er immer dominanter. Die elf zusätzlichen Geschosse des Hochhauses folgen nicht mehr der strengen rechtwinkligen Anordnung des Blocks, sondern sind – in Blöcken zusammengefasst – gegeneinander verdreht. Mit Ausnahme der oberen drei Etagen gibt es im Turm keine zwei gleichen Decken: Die Geschosse sind nicht nur teilweise gegeneinander verdreht, sondern auch gegeneinander zurückversetzt.:71 Stabilisiert wird der Turm unter anderem durch die angrenzenden Gebäudeteile und einen rückwärtig verlaufenden, durchgehenden Feuerwehrschacht.:92–94 Den Großteil der Last tragen jedoch zwei Stahlverbundstützen. Sie sind daher 1 m dick und verlaufen aus Gründen der Balance teilweise im Freien. Damit sich die Stützen bei niedrigen Temperaturen nicht verkürzen, müssen sie im Winter beheizt werden. Einige Wandscheiben im Innern ergeben ein komplexes räumliches Tragwerk, das die anderen Stützelemente ergänzt. Vor dem Bau untersuchten die Planer anhand von Simulationen, wie sich Windlasten auf den Turm auswirken könnten. Man hielt es für möglich, dass bei Orkan kritische Schwingungen angeregt werden. Im zehnten Stock wurde daher ein kleiner Raum vorgehalten, in dem sich ein 300 t schweres Pendel als Schwingungstilger installieren ließe.  Da der Turm starker Sonneneinstrahlung ausgesetzt ist, sind die Außenwände als Doppelfassaden ausgeführt. Hinzu kommen weitere Sonnenschutzmaßnahmen.:57–59

### Innenhof und Außenbereiche
Den Innenhof prägen große Schrägverglasungen und eine architektonische, das heißt künstlich-technische Landschaft mit drei beieinander liegenden Seen (Wasserfläche: 3.000 m2:159).:62–67 Den Boden bedecken durchgehend Natursteine aus Travertin. Angrenzende öffentliche Flächen gestalteten die Architekten in Absprache mit der Stadt. Die Bürgersteige wurden mit Hartsandstein gepflastert, wodurch die Grundstücksgrenzen verwischen. Auf den Dächern des Blockrandes wachsen Gräser; es handelt sich dabei um eine extensive Begrünung. Die Fläche über dem Betriebsrestaurant hingegen ist intensiv begrünt worden: In der dicken Bodenschicht können Stauden wurzeln; zudem wurden 30.000 Blumenzwiebeln gepflanzt.:57–59, 85 Die Begrünung lässt sich vom Boden jedoch kaum erkennen, weswegen ihr Anblick in der Regel den Mitarbeiterinnen und Mitarbeitern vorbehalten bleibt. Jedes Geschoss verfügt über Terrassen, was einen Bezug nach außen herstellen soll.

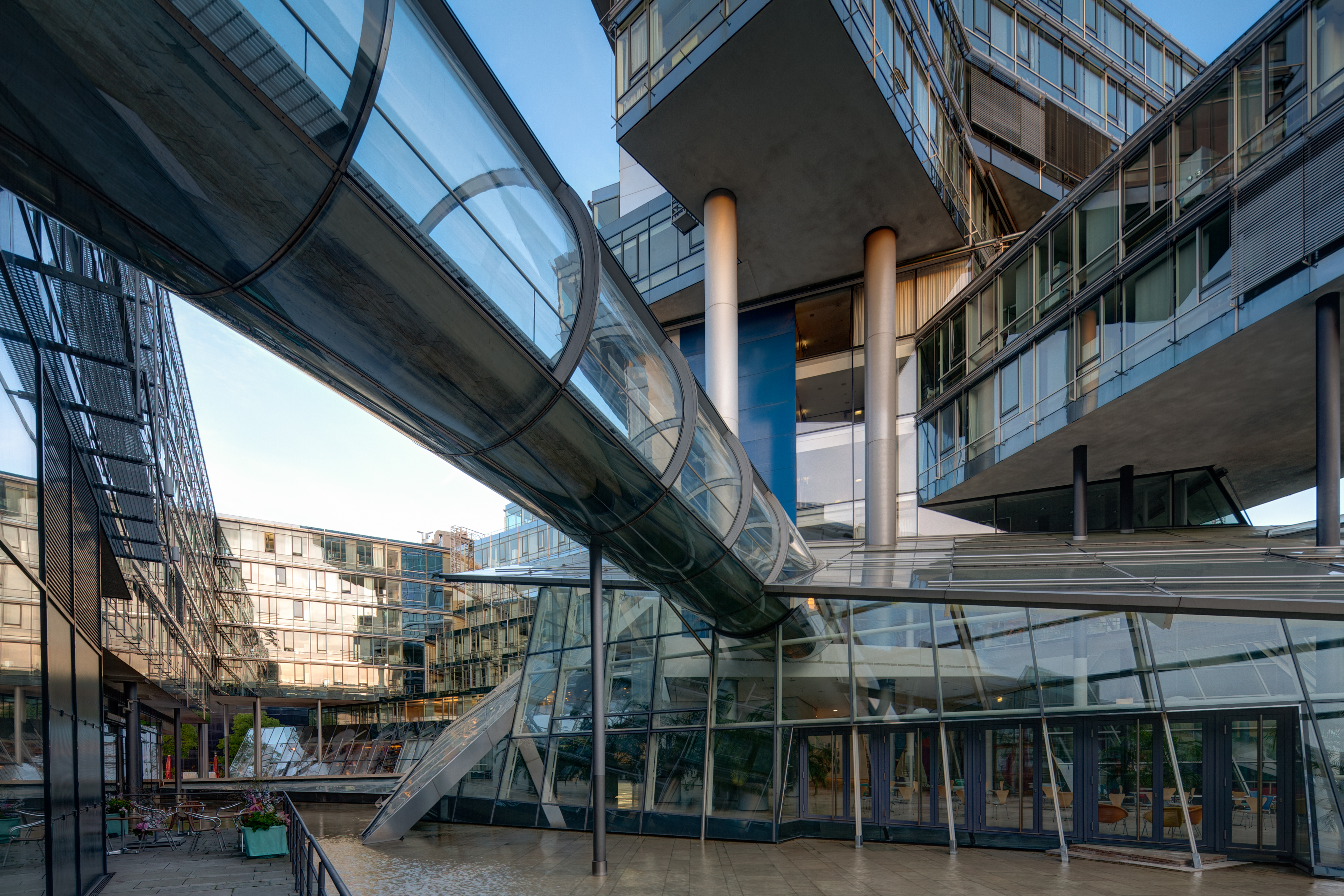
Gläserne Verbindungsgänge und künstlicher See. Unter dem Turm sind die beiden Stützen sichtbar.
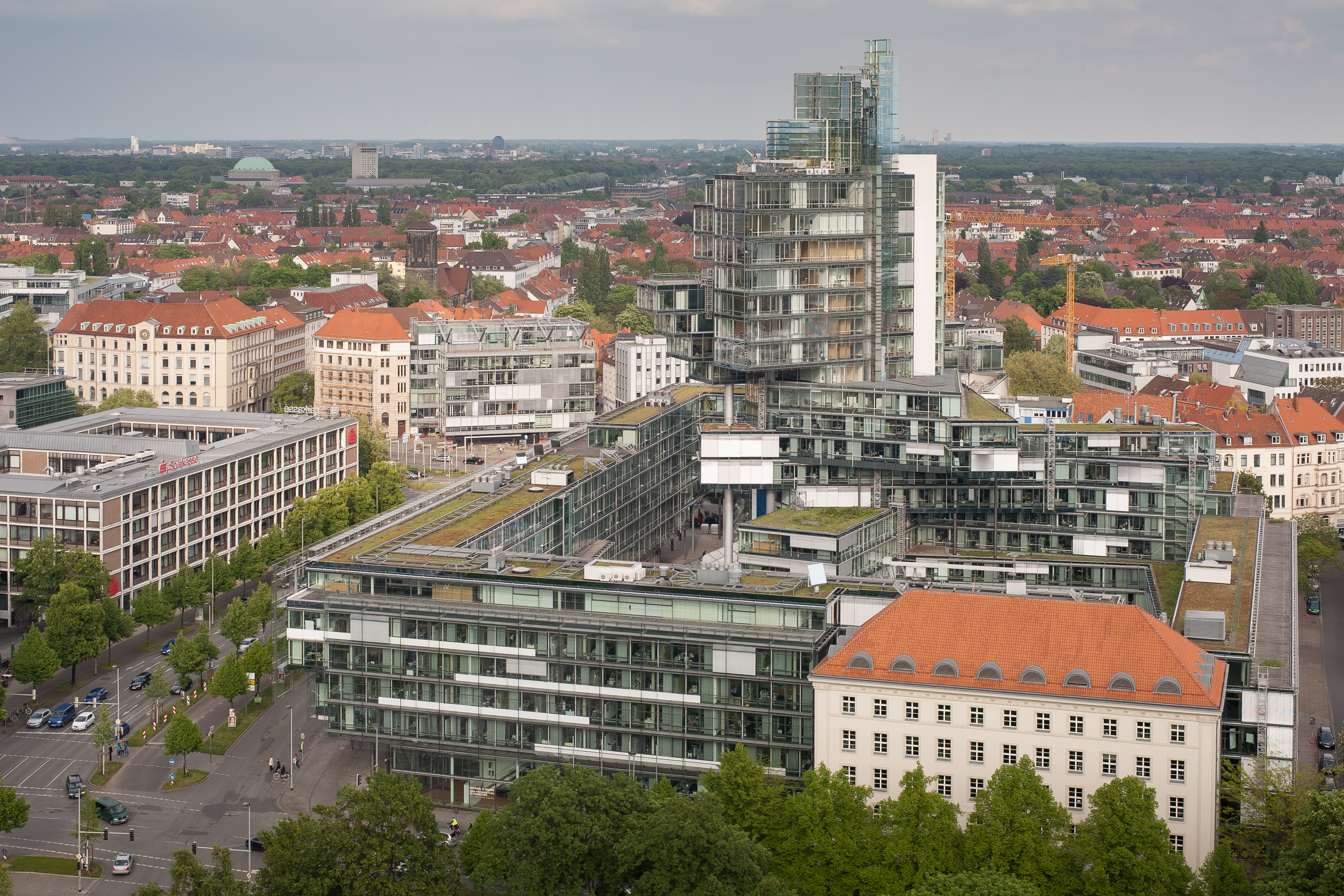
Vom Rathausturm zu erkennen: extensiv begrünte Dächer des Blockrandes

### Klimatisierung und Energietechnik
Geplant wurde das Gebäude als ökologisches Haus, das jedoch nicht offensichtlich als solches erscheinen sollte.:98–101 Die Planer versuchten, energiesparende Maßnahmen zu ergreifen, die ohne erhöhten Unterhaltungsaufwand auskommen und sich zudem mit der Architektur einfach kombinieren ließen. Die Büros wurden bewusst ohne Klimaanlagen ausgestattet; sämtliche Räume lassen sich über Fenster belüften. Die zum Friedrichswall gewandten Büros erhalten Außenluft aus dem Innenhof, damit kein Fenster zur lauten Straße geöffnet werden muss. Die Luft wird deswegen unter dem Gebäude hindurch in die Doppelfassade geleitet. Schächte sammeln verbrauchte Luft und leiten sie zum Dach hinaus, wozu der Kamineffekt ausgenutzt wird. Reicht dessen Wirkung nicht aus, lassen sich Ventilatoren zuschalten. Die unter einer Schrägverglasung liegenden Hallen besitzen Lüftungsklappen im Dach, die sich bei Innentemperaturen oberhalb von 24 °C automatisch öffnen. Damit sich die Büros im Sommer nicht zu stark aufheizen, wird die Bauteilkühlung eingesetzt: Im Beton der Geschossdecken sind Kunststoffrohre eingelassen, durch die 18 °C kaltes Wasser strömt.:102–103 Das System speist sich aus einem Reservoir, das sich mithilfe von Rückkühlwerken regeneriert. Die Decken werden in der Regel nachts gekühlt. Tagsüber heizt sich der Beton dann langsam auf und entzieht den Räumen dabei Wärme. Nur an sehr heißen Sommertagen wird auch tagsüber Wasser durch die Rohre geleitet.
Geheizt werden die Hallen des Erdgeschosses über den Fußboden; in den Büros hingegen stehen Heizkörper.:98–101 Für diese Einrichtungen wird Fernwärme genutzt.

### Besonderheiten

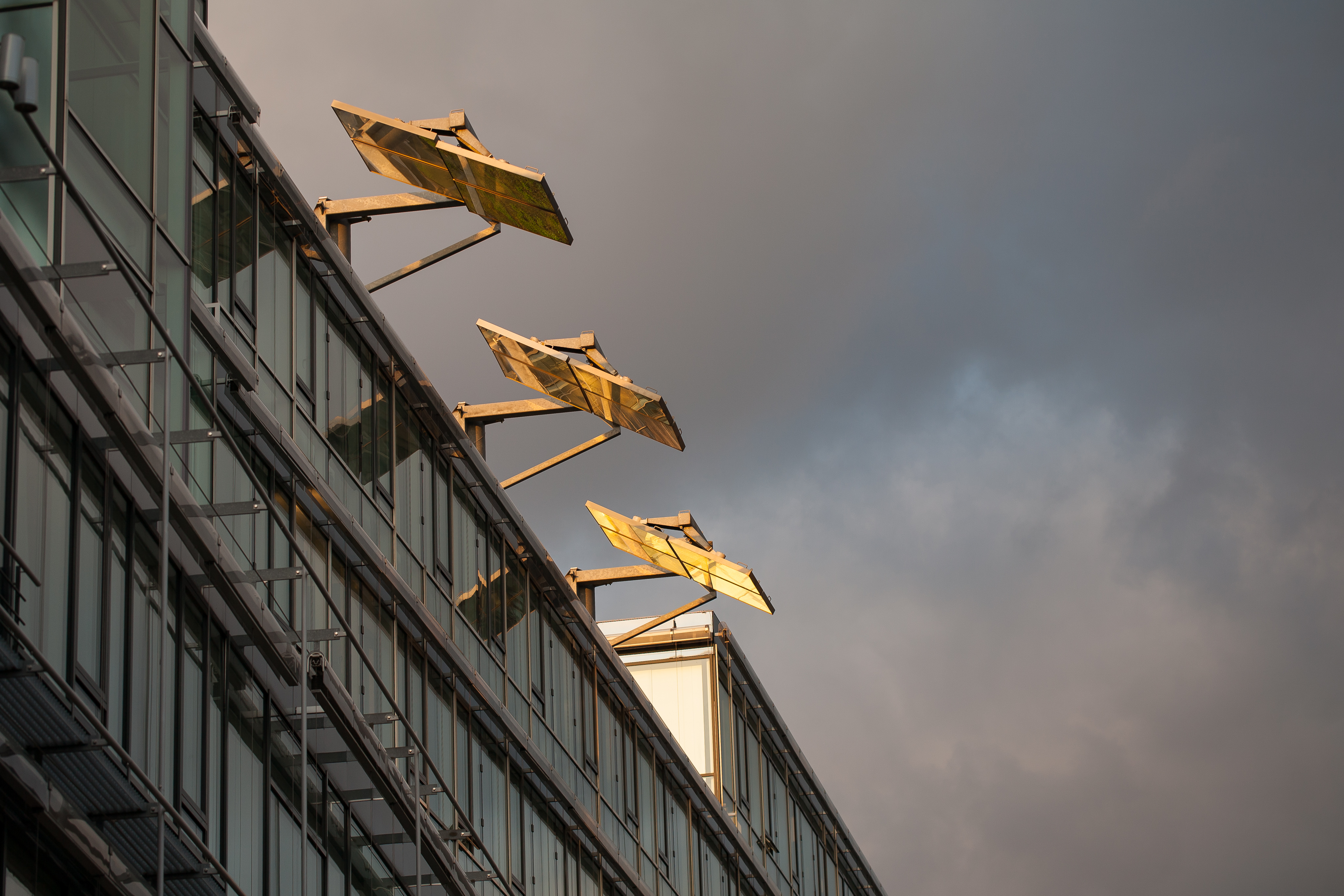
Heliostate leiten Licht in sonnenabgewandte Räume.

Die Architekten entwarfen das Gebäude so, dass alle Mitarbeiter möglichst viel Tageslicht in ihren Büros erhalten.:72–79 Das außenliegende Sonnenschutzsystem besteht aus Lamellen zweier unterschiedlicher Winkel, die sich in ihrer Neigung automatisch dem Sonnenstand anpassen. Im oberen Drittel neigen sich die Lamellen so, dass zum Arbeiten ausreichend viel Tageslicht an die Decke reflektiert wird – selbst wenn die übrigen Lamellen komplett geschlossen wurden. Daneben gibt es hochreflektierende Blendschutzlamellen, die Licht in die Raumtiefe richten. Sie besitzen eine konkave Form und wurden aus beschichtetem Reinstaluminium gefertigt. Auf dem Dach reflektieren spezielle Spiegel, sogenannte Heliostate, das Sonnenlicht in Bereiche, die sich immer im Schatten befinden.
Die Turmspitze verkleiden beschichtete Glasscheiben von blaugelber Farbe, die ihre Farbwirkung je nach Lichteinfall und Betrachtungswinkel verändern. Bei Dunkelheit beleuchten LED-Lampen das Treppenhaus im Hochhaus.:72–79

### Gründung
Das Gebäude steht auf einer vier Meter dicken Schicht aus Kies; darunter folgen Tonschichten.:88–90 Der Ton bereitete Probleme beim Bau: Er ist weich und gibt bei großen Lasten nach. Die frühere Bebauung des Grundstücks beeinflusste zudem die Eigenschaften des Tons. Verglichen mit den alten Häusern belastet der Turm den Boden deutlich stärker; der unbebaute Innenhof übt hingegen weniger Druck aus. Wegen dieser Unterschiede ließ sich keine einfache Bodenplatte verwenden, da diese eine gleichmäßige Belastung erfordert. Simulationen ergaben, dass bei einer solchen Bodenplatte große Setzungsunterschiede aufgetreten wären. Infolgedessen hätte sich das Hochhaus schief gestellt und der Blockrand wäre zum Innenhof gekippt, während der Innenhof sich angehoben hätte. Die Planer begegneten diesem Problem, indem sie die Bodenplatte mit 194 Bohrpfählen an ausgewählten Stellen unterstützen. Die Pfähle haben einen Durchmesser von 90 cm und leiten die Last in härtere, tieferliegende Bodenschichten. Allein unter dem Hochhaus befinden sich 114 Pfähle mit einer Länge von 20 m, während die übrigen 80 den Blockrand stützen. Im Bereich des Innenhofs bewirken zusätzliche Zugpfähle, dass die Belastung hier zunimmt und sich die Bodenplatte nicht nach oben biegt. Bei den Planungen wurden auch die umliegenden Häuser berücksichtigt, damit diese nicht später Schaden nähmen. Die Bodenplatte hat regulär eine Dicke von 1 m, unter dem Hochhaus sind es 2 m. Die größte Dicke von 3 m besitzt die Platte unterhalb der Aufzugschächte.:88–90

## Kunst am Bau

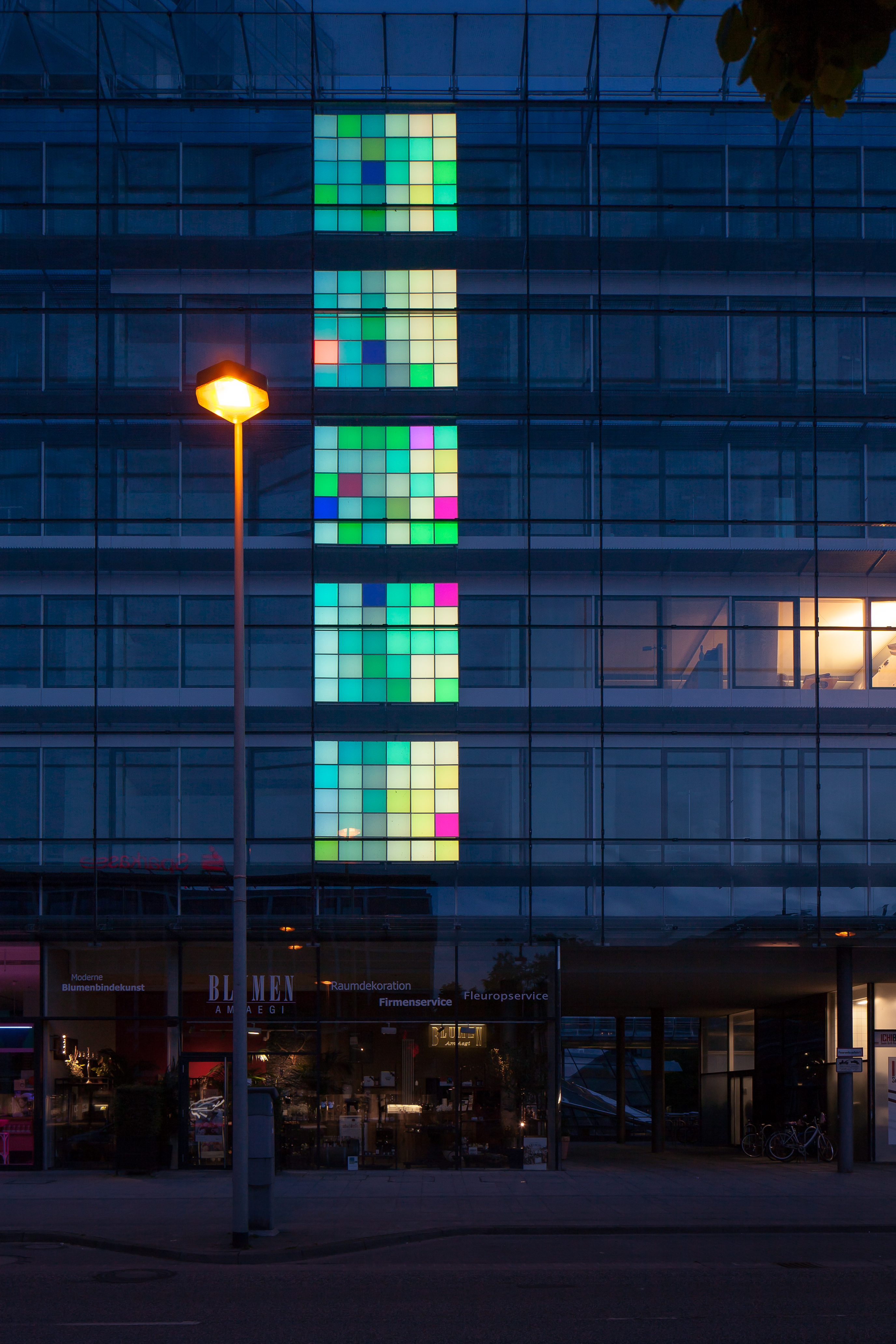
Pixelwand Pacific Rim Around & Sideways Up von Angela Bulloch

Während der Neubau entstand, plante die Nord/LB zeitgleich, fünf markante Bereiche im Gebäude mit zeitgenössischen Kunstwerken zu schmücken. Im Jahr 2000 berief die Bank dazu eine Expertenkommission, die für jeden Bereich mindestens drei Künstler für die Schaffung von Kunst am Bau einlud.:108–109
Der Stuttgarter Konzeptkünstler Heiner Blum schuf einen Schriftzug aus Plexiglas-Buchstaben.:110–114 Das Kunstwerk trägt den Titel In Girum (deutsch: „Im Kreis“) und befindet sich in einem Treppenhaus des Südtraktes. Die Buchstaben ergeben Sätze, die der Betrachter lesen kann, während er – im Kreis gehend – die Treppe hinaufsteigt. Es sind Zitate der Situationisten, den Anhängern einer Kunstbewegung aus den 1950er und 1960er Jahren.
Die kanadische Künstlerin Angela Bulloch gestaltete einen aus Pixeln bestehenden Fassadenteil am Friedrichswall.:110–114 Die Lichtinstallation heißt The Pacific Rim Around & Sideways Up und besteht aus 5 mal 25 quadratischen Monitoren. Das Kunstwerk reicht vom ersten Stockwerk bis ans Dach und verbirgt ein dahinterliegendes Treppenhaus. Alle 125 Monitore leuchten einfarbig, changieren aber dabei.
Der Ire Michael Craig-Martin entwarf die Bemalung zweier Wände des Mitarbeiterrestaurants.:110–114 Die Wände zeigen Alltagsgegenstände in kräftigen Farben der Pop Art. Vom Innenhof aus lassen sich die Wände durch die großzügige Verglasung des Restaurants erkennen.
Der österreichische Künstler Heimo Zobernig bemalte die Rückseite des ehemaligen Siemens-Gebäudes.:110–114 Die von ihm gestaltete Wand befindet sich komplett im Gebäude. Auf ihr erzeugt der Schriftzug „NORD/LB“ eine geometrische Struktur, zu der verschiedene Farbfelder kommen. Es entsteht ein abstraktes Wandbild; durch die Größe der Buchstaben lässt sich der Schriftzug nie ganz erkennen.

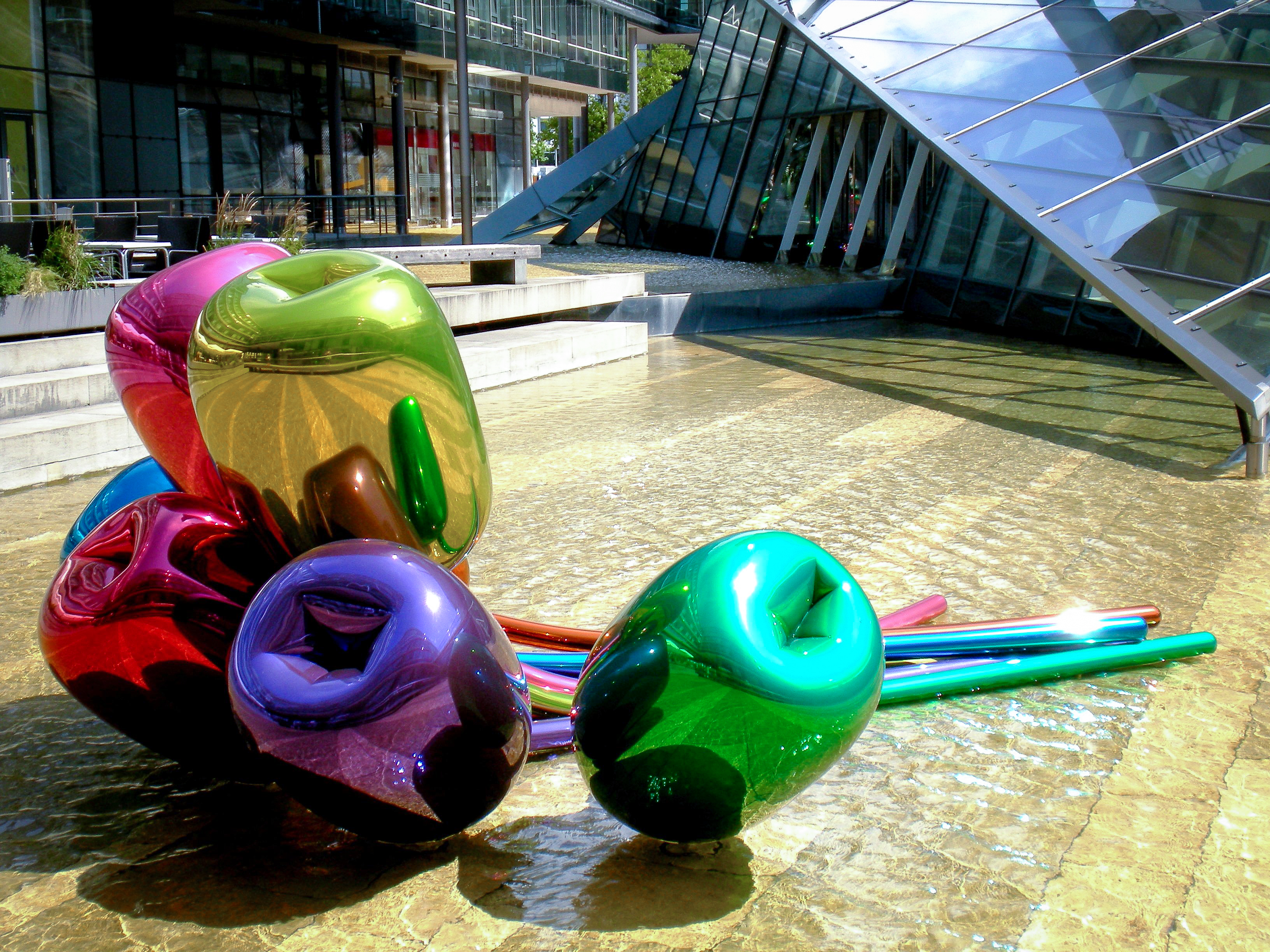
Die Skulptur Celebration Tulips von Jeff Koons, die sich zwischen 2003 und 2012 im Innenhof befand.

Der US-amerikanische Objektkünstler Jeff Koons schuf eine Skulptur für den Außenbereich der Bank, wofür er 18 Monate brauchte.:110–114 Beginnend mit dem Sommer 2003 stand die Skulptur Celebration Tulips inmitten der Seen, die im Innenhof liegen. Das Kunstwerk besteht aus poliertem Edelstahl und stellt einen riesigen Blumenstrauß dar. Die einzelnen Blüten messen knapp einen Meter im Durchmesser und wiegen mindestens 400 kg; das gesamte Kunstwerk bringt es auf ca. vier Tonnen. Die glatte Oberfläche der in elf Schichten lackierten Blumen sorgt für zahlreiche Reflexionen und Spiegelungen.:110–114 Im November 2012 wurden die Tulips jedoch abgebaut auf einer Auktion beim Auktionshaus Christie’s in New York zur Kapitalausstattung einer Kunst- und Kulturstiftung der Nord/LB verkauft. Vor ihrem Verkauf wurde entschieden, dass am Platz der Skulptur wieder ein Kunstwerk aufgestellt werden soll.
Neben den eigens geschaffenen Kunstwerken finden sich zahlreiche Arbeiten aus dem Kunstbesitz der Nord/LB im Gebäude.:108–109 Die Werke stammen überwiegend von zeitgenössischen, deutschen Künstlerinnen und Künstlern. Angebracht worden sind sie in den Fluren, Sitzungs- und Besprechungsräumen, aber auch an anderen, prominenten Orten.

## Entstehungsgeschichte

### Wettbewerb

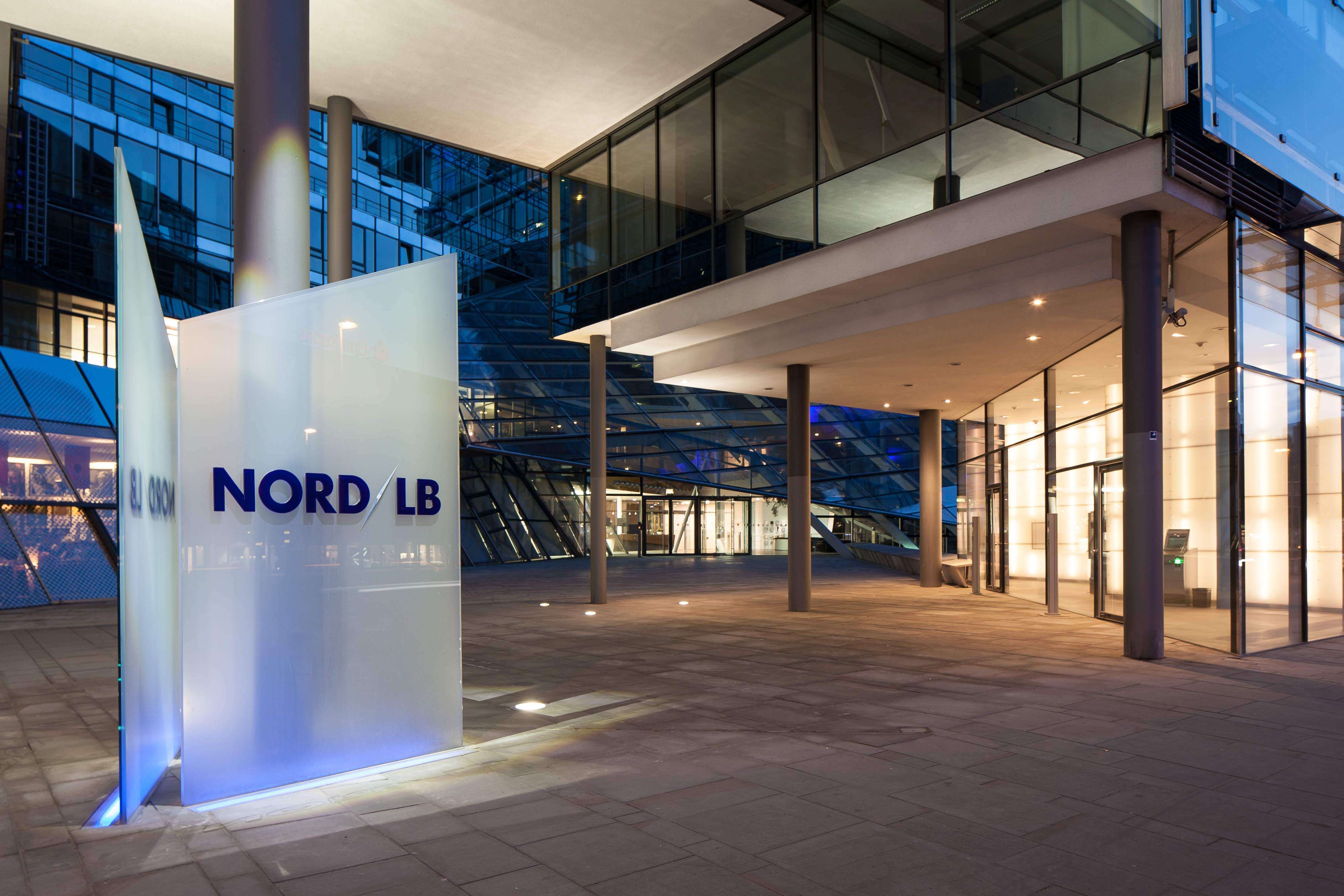
Zum Aegidientorplatz weisender Haupteingang, einer der Vorzüge des Entwurfs von Behnisch

1995 traf die Nord/LB erste Vorbereitungen für einen Wettbewerb, aus dem der Entwurf ihrer neuen Zentrale hervorgehen sollte.:18 Wegen der städtebaulichen Bedeutung und der geplanten Größe des Hauses erhielten die Architekturbüros zunächst eine Fülle von Unterlagen, aus denen die Rahmenbedingungen hervorgingen. Darin fanden sich unter anderem Angaben zur Topografie, zum Baugrund, zur umgebenden Infrastruktur, zum Denkmalschutz und zur Stadtgeschichte. Zum Wettbewerb wurden zwölf Architekturbüros zugelassen. Sie bekamen drei Monate Zeit, ihre Entwürfe einzureichen. Um ein möglichst neutrales Urteil der Jury zu erreichen, wurden die Beiträge anonymisiert.:20–21 Während des Wettbewerbs nahm die städtebauliche Bedeutung des Vorhabens weiter zu, da die Stadt den Abbruch der noch bestehenden Aegi-Hochstraße am Aegi vorbereitete. Die Bank erhielt eine „Vermittlerrolle“:22 zwischen dem Rathaus und der Südstadt. Die Jury legte Wert darauf, dass der Bau nicht über die Gebäudehöhen der Umgebung hinausragte und eine offene Erscheinung besaß.:23–28 In einem mehrstufigen Verfahren ging der Entwurf von Behnisch, Behnisch & Partner als Sieger hervor. Die Gründe für diese Entscheidung lagen in der passenden Gebäudehöhe, den definierten Baukanten und dem städtebaulichen Bezug durch eine Blockrandbebauung. Positiv gewertet wurden ebenfalls die Art des Haupteingangs am Aegi und die vielen Durchgänge zur Umgebung. Den Preisrichtern schienen jedoch auch einige Überarbeitungen nötig: Unzureichend an dem Entwurf von Behnisch waren die Art der Erschließung und die Fehlflächen. Das ursprüngliche Modell sah zudem noch nicht den mittigen Turm vor.:31

### Bauphase

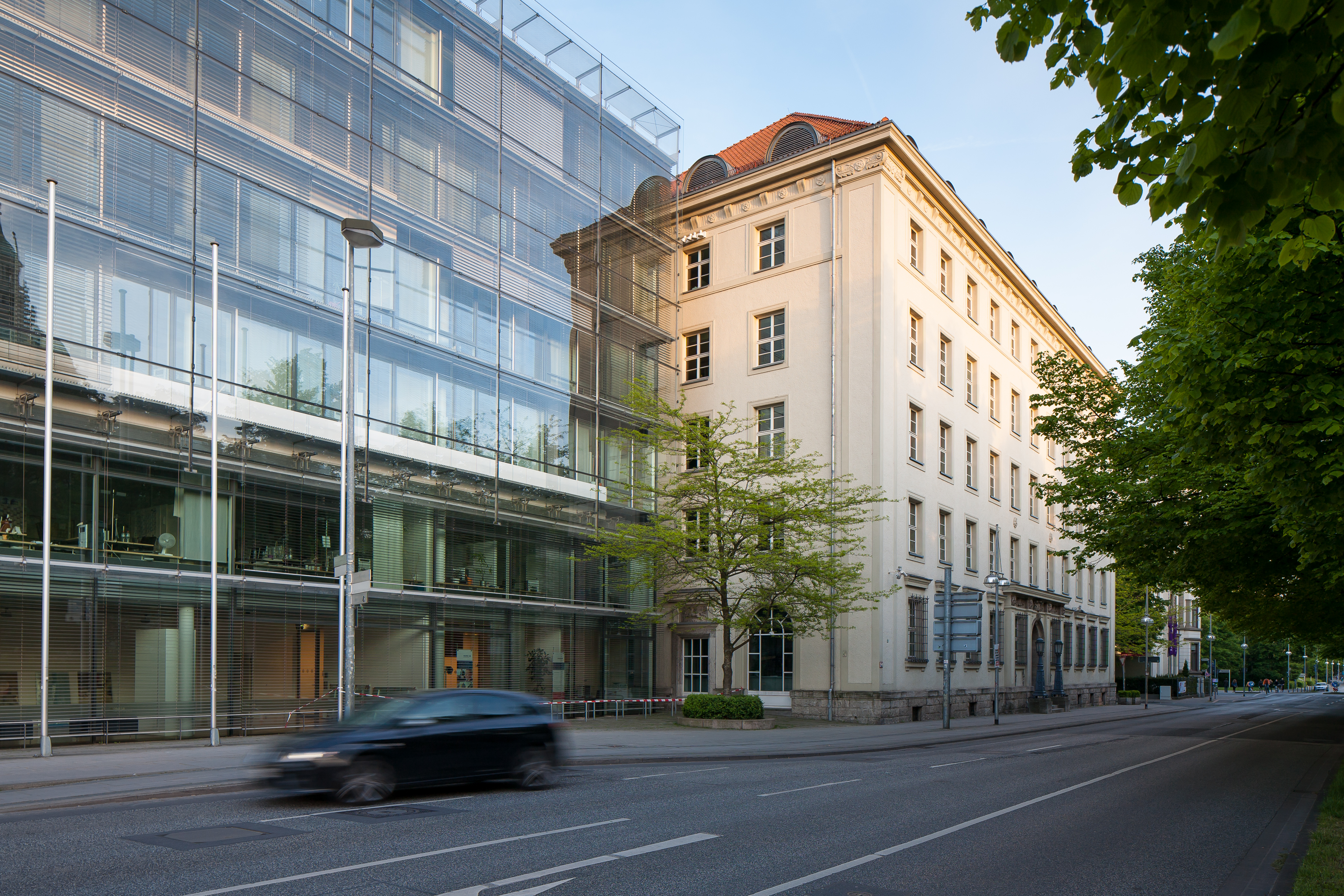
Früheres Verwaltungsgebäude von Siemens an der Willy-Brandt-Allee, nun in das Bankgebäude integriert

Nach Abschluss des Wettbewerbs überarbeitete das Büro Behnisch, Behnisch & Partner den Entwurf dergestalt, dass ein integriertes Hochhaus mehr Bürofläche schuf.:34 Das Stadtplanungsamt erstellte anschließend einen Bebauungsplan. Dieser sah vor, die auf dem Gelände verlaufende Friedrichstraße zu entwidmen, außerdem musste eine denkmalgeschützte Tankstelle abgerissen werden. Ein ebenfalls unter Denkmalschutz stehendes, ehemaliges Verwaltungsgebäude von Siemens, das  Hans Hertlein entworfen hatte,:155 sollte erhalten bleiben.:34
Im Oktober 1997 begannen die Abbrucharbeiten auf dem Gelände, nachdem alle Grundstücke angekauft worden waren.:36–49 Insgesamt fielen 130.000 m3 Bauschutt an. Da die Materialien aus verschiedenen Epochen stammten, erwies sich die Handhabung als schwierig. Ein alter Hauptsammler für Regen und Abwasser, gebaut aus gebrannten Klinkern, war so hart, dass er sich nur sprengen ließ. Beim Ausheben der 10 m tiefen Baugrube stießen die Arbeiter u. a. auf zwei Luftschutzbunker aus dem Zweiten Weltkrieg und das Fundament eines Hauses aus dem 15. Jahrhundert. Auch den Oberschenkelknochen eines Mammuts brachten die Arbeiten zutage. Trotz intensiver Suche fand man auf dem Gelände jedoch keine Blindgänger, obwohl abfliegende Bomber bei den Luftangriffen auf Hannover dieses Gebiet oft zum Munitionsabwurf nutzten. Vom Aushub mussten etwa 80 % als gefährlicher Abfall auf Sondermülldeponien gebracht werden, da der Boden große Mengen Quecksilber enthielt. Das Schwermetall war über Flüsse aus dem Harz nach Hannover gelangt und entstammte der dortigen Silbererzverhüttung aus dem 18. Jahrhundert.
Um das Grundwasser zurückzuhalten, wurden Spundwände eingezogen. Eine undichte Stelle zwischen den Spundbohlen sorgte während der Erdarbeiten jedoch für kontinuierlich nachströmendes Grundwasser. Erst nach einem vierwöchigen Baustopp konnte die Stelle direkt unter dem Siemensgebäude gefunden und die Baugrube abgedichtet werden.
Der Grundstein wurde dann feierlich am 7. September 1998 gelegt. In den folgenden Monaten entstand der Rohbau, das Richtfest konnte am 24. Mai 2000 gefeiert werden. Anschließend begannen die Arbeiter damit, die Fassaden mit insgesamt 40.000 m2 Glas zu verkleiden. Im Frühjahr 2002 wurden die Hochhausspitze montiert und erste Kunstwerke im Gebäude errichtet. Im Mai des gleichen Jahres bezogen Bankangestellte die ersten Büros, offiziell eröffnet wurde das Gebäude am 20. Juni 2002.:36–49

## Rezeption

### Auszeichnungen
Das Gebäude erhielt folgende Auszeichnungen:
- 2002: Niedersächsischer Staatspreis für Architektur
- 2003: Nominierung für den Mies van der Rohe Award for European Architecture[11]
- 2003: BDA-Preis Niedersachsen
- 2003: Ehrenvolle Erwähnung bei den Boston Society of Architects Sustainable Design Awards
- 2003: Ehrenvolle Erwähnung beim Deutschen Architekturpreis
- 2003: Exhibition Interarch', World Triennial of Architecture, Sofia, Spezialpreis
- 2003: Lobende Erwähnung in der „commercial category“ des DuPont Benedictus Awards[12]
- 2004: RIBA Award for Architecture
- 2004: Platzierung auf der „midlist“ des Stirling-Preises

### Architekturkritik
Das Gebäude wurde aber auch kritisiert. Die Architekten Peter Lorenz und Stephan Isphording berichten, dass Turm und Blockrand sich aus bestimmten Blickwinkeln nicht vertrügen.:157 Das gewollte „Fernwirkungs-Prinzip“ erregt Anstoß: Manchmal dominiere der dynamische Turm den statischen Blockrand, dann wieder verschwimme der Turm damit. Unterschiedlich gestaltete Fassaden hätten dieses Problem abgemildert. Doch gerade die Diskussion zeige, dass es sich um ein besonderes Gebäude handele, das zur Auseinandersetzung reize. Der Bank sei es gelungen, ein Aushängeschild zu schaffen, das Hannovers Stadtbild bereichere.:157

### Nutzung als Filmkulisse
In der Fernsehreihe Tatort des NDR ist das Gebäude bisweilen Schauplatz als Landeskriminalamt Niedersachsen, in dem die Tatort-Kommissarin Charlotte Lindholm (Schauspielerin Maria Furtwängler) ihre Fälle löst.
Im Mai 2014 diente das Haus außerdem als Kulisse für eine Komödie mit Anke Engelke und Charly Hübner. Den Film Einmal Hallig und zurück drehte der NDR gemeinsam mit Arte auch in Hannover. Die Verwaltung der Nord/LB bezeichnete der Produzent als „beeindruckendes Gebäude und für Filmproduktionen noch unverbraucht“.